# ميلان وليامز
ميلان وليامز (بالإنجليزية: Milan Williams)‏ هو كاتب أغاني أمريكي، ولد في 28 مارس 1948 في أوكولونا في الولايات المتحدة، وتوفي في 9 يوليو 2006 في هيوستن في الولايات المتحدة بسبب سرطان.

## وصلات خارجية
- ميلان وليامز على موقع IMDb (الإنجليزية)
- ميلان وليامز على موقع ميوزك برينز (الإنجليزية)
- ميلان وليامز على موقع أول ميوزيك (الإنجليزية)
- ميلان وليامز على موقع ديسكوغز (الإنجليزية)